# Shalom Harlow
Shalom Harlow, née le 5 décembre 1973 à Oshawa, Ontario, Canada, est un mannequin et une actrice canadienne.
Elle devint célèbre comme mannequin de mode, au début des années 1990 et fit la couverture de six numéros du magazine Vogue US entre 1993 et 1997. Elle apparut également dans des publicités et les défilés de mode pour Chanel, Alexander McQueen, Marc Jacobs, Salvatore Ferragamo et Versace.
Considérée comme un anti - « supermodel », elle fait partie des présentatrices vedettes de l'émission de mode House of Style diffusée sur MTV parmi lesquelles on trouve Cindy Crawford, Amber Valletta, Rebecca Romijn ou encore Molly Sims. Elle est présente dans 8 épisodes de l'année 1996. Elle apparaît également dans plusieurs films tels que In and Out de Frank Oz (1997), Vanilla Sky de Cameron Crowe (2001) et Comment se faire larguer en 10 leçons de Donald Petrie (2003).
En 2007, elle est classée 13ème dans la liste de Forbes des quinze mannequins les mieux payés au monde .

## Enfance et famille
Shalom Harlow, née dans la petite ville d'Oshawa, Ontario, Canada, est la fille de Sandi Herbert et David Harlow . Sa mère l'a appelée « Shalom » ce qui signifie « paix » ou « bonjour » en hébreu. Son père a occupé plusieurs emplois comme travailleur social, agent immobilier ou investisseur financier pendant que sa mère, Sandi Herbert s'est occupée d'adultes atteints d'une déficience mentale. Ses parents lui ont permis de faire l'expérience de grandir dans une communauté hippie située en dehors de Toronto  et la famille a passé beaucoup du temps au cottage familial, construit par son arrière-arrière grand-père. Shalom a deux plus jeunes frères, Chris et Nathan.
Très tôt, Shalom Harlow a fait du ballet, qui n'était pas fait pour elle comme elle le dira plus tard dans un article de 2008 du New York Times « Ma nature rebelle finit toujours par sortir » . Du coup, elle s'est intéressée plutôt aux claquettes, adorant le bruit que cela faisait  .

## Carrière
Shalom Harlow a été repérée à 16 ans lors d'un concert de The Cure à Toronto et a commencé à travailler comme mannequin immédiatement après le lycée. Depuis, elle a été en couverture de nombreux magazines, a fait des éditoriaux et défilés de mode, est apparue dans une série de films ou d'émissions tels que House of Style de MTV en compagnie de son amie Amber Valetta. Elle a longtemps été le mannequin favori de nombreux grands couturiers qui trouvaient que son allure traduisait bien le lien entre commercial et couture. Elle est le porte-parole du parfum Coco de Chanel.
En juillet 2007, elle avait gagné un total estimé à 2 millions de dollars sur les 12 derniers mois, ce qui fait d'elle la 13ème sur la liste de Forbes des 15 mannequins les mieux payés au monde. Elle a fait la couverture de magazines tels que Vogue, Elle, Harper's Bazaar, Marie Claire, ou encore Cosmopolitan parmi d'autres. Elle a défilé pour Chanel, Christian Dior, Dolce & Gabbana,  Karl Lagerfeld, Hermés, Yves Saint Laurent, Louis Vuitton ainsi que Jean Paul Gaultier parmi de nombreux autres. Elle a aussi participé à des campagnes publicitaires pour de nombreuses marques et personnalités telles que Ralph Lauren, Gap, L'Oréal, ou encore  Lancôme.

## Filmographie
- 1997 : In and Out : Sonya
- 1999 : Cherry : Leila Sweet
- 2001 : Folles de lui : Jade
- 2001 :  Vanilla Sky : Colleen
- 2002 :  Salton Sea : Nancy
- 2002 : Happy Here and Now : Muriel
- 2003 : Comment se faire larguer en 10 leçons : Judy Green
- 2003 : I Love Your Work d'Adam Goldberg : Charlotte
- 2004 : Melinda et Melinda : Joan'
- 2005 : Game 6 : Paisley Porter
- 2006 : The Last Romantic : Christy Tipilton
- 2007 : Alvin and the Chipmunks : Maid

## Télévision
- House of Style (1996–1997), Co-animatrice
- When I Was a Girl (2001)
- The Jury (2004), Melissa Greenfield

## Calendrier
- Calendrier Pirelli 1998, Juin